# Pontegradella
Pontegradella is een plaats (frazione) in de Italiaanse gemeente Ferrara.